# Канастеро сірочеревий
Канасте́ро сірочеревий (Asthenes luizae) — вид горобцеподібних птахів родини горнерових (Furnariidae). Ендемік Бразилії.

## Опис
Довжина птаха становить 17 см. Верхня частина тіла рівномірно сірувато-коричневе, тім'я більш коричнювате. Над очима білуваті "брови". Крайні стернові пера рудуваті, центральні стернові пера темні. Підборіддя біле, поцятковане чорними смжками, на горлі темно-каштанова пляма. Нижня частина тіла коричнювато-сіра.

## Поширення і екологія
Сірочереві канастеро поширені в штаті Мінас-Жерайс на південному сході Бразилії, в горах Серра-ду-Еспіньясу (від Сьєрра-Формоса на південь до Серра-ду-Сіпо. Вони живуть серед стрімких скель, порослих сухими чагарниковими заростями і деревами. Зустрічаються на висоті від 1100 до 2000 м над рівнем моря. Живляться безхребетними.

## Збереження
МСОП класифікує стан збереження цього виду як близький до загрозливого. За оцінками дослідників, популяція сірочеревих канастеро становить від 3000 до 48000 птахів. Їм загрожують лісові пожежі та гніздовий паразитизм інтродукованих синіх вашерів (Molothrus bonariensis). Сірочеревим канастеро можуть загрожувати знищення природного середовища і зміни клімату.